# Karatokoi
Der Karatokoi (kirgisisch Каратокой, auch Kara-Tokoi) ist ein kleiner Bergsee im Rajon Tschatkal des kirgisischen Oblus Dschalal-Abad in Zentralasien.
Der See liegt im nördlichen Teil des Tschatkalgebirges am Nordhang des Gebirgsgrats auf einer Höhe von 2876 m. Der Karatokoi befindet sich etwa 10 km nördlich des Sary-Tschelek-Biosphärenreservates. Der See besitzt eine Längsausdehnung in Ost-West-Richtung von ca. 4 km. Die Wasserfläche beträgt 1,1 km². Im Westen wird der Gebirgssee durch eine natürliche Barriere aufgestaut. Der See wird über den gleichnamigen Fluss Karatokoi, ein linker Nebenfluss des Tschatkal, entwässert.